# Thor Spydevold
Thor Otto Spydevold (Greåker, 15 augustus 1944 – Fredrikstad, 1 juli 2024) was een Noors profvoetballer, die speelde als verdediger gedurende zijn loopbaan. 

## Carrière
Spydevold kwam uit voor Sarpsborg FK en Fredrikstad FK. Met die laatste club won hij in 1966 de Noorse beker. Spydevold speelde in totaal 28 officiële interlands (één doelpunt) voor het Noors voetbalelftal. Onder leiding van bondscoach Wilhelm Kment maakte hij zijn debuut in de nationale A-ploeg op 18 juli 1968 in de vriendschappelijke wedstrijd tegen IJsland (0–4) in Reykjavik, net als Jan Rodvang. Zijn eerste en enige treffer maakte hij in de oefenwedstrijd in en tegen Guatemala (1–3) op 13 november 1969.
Hij overleed op 1 juli 2024 op 79-jarige leeftijd aan een hartstilstand.